# Bertin Calixte Biah
Bertin Calixte Biah est un historien béninois né en 1962 à Sokponta, commune de Glazoué, dans le département des Collines au Bénin.

## Biographie

### Enfance, éducation et débuts
Bertin Calixte Biah est né en 1962 à Sokponta, un arrondissement de la commune de Glazoué, dans le département des Collines au Bénin.
Il connait une éducation mixte entre le vaudou et le catéchisme tout en poursuivant son parcours scolaire. Il obtient un Baccalauréat spécialisée en littérature et philosophie puis s'inscrit au département d'histoire et archéologie, ancienne FLASH de l’université de Calavi, pour une licence en histoire et géographie. Il achève ce cursus avec une maîtrise en philosophie. Il soutient son mémoire de maîtrise en 2001.

### Carrière
Calixte Biah débute avec une carrière d'enseignant d’histoire-géographie. Également artiste, il participe à Ouidah 92 avec plusieurs autres artistes ayant présenté leurs œuvres pendant l'exposition.
Dans les années 1999-2000, il est responsable de la muséographie du musée d'Abomey et donne des formations sur la gestion de documentation et gestion des inventaires.
Calixte Biah occupe le poste de responsable du service de la promotion des musées et de l’action éducative à la direction du ministère du tourisme, de la culture et des arts au Bénin. Il est récipiendaire du cours programme francophone intitulé "préparation des propositions d’inscription sur la liste du patrimoine mondial" en 2012,.
En 2015, il devient le conservateur du musée d’histoire de Ouidah.
En novembre 2021, en tant qu'historien et conservateur, il participe avec Abdoulaye Imorou, gestionnaire du site des palais royaux d’Abomey, aux préparatifs, à la supervisions et au rapatriement de 26 œuvres et trésors royaux d'Abomey restitués au Bénin par le gouvernement français,,,,.
Il promeut la restitution des biens culturels à l'Afrique,.

## Publications
- Esquisse d'une monographie historique sur les traditions de fêtes et les patrimoines familiaux à Ouidah, Cotonou, document manuscrit, 1995.